# Peppe Femling
Hans Wilhelm Peppe Femling, född 24 mars 1992 i Valbo församling i Gävleborgs län, är en före detta svensk skidskytt tävlande för Piteå Skidskytte. Han ingick i det svenska herrstafettlag som vann OS-guld i Pyeongchang 2018.

## Biografi
Femling världscupdebuterade den 3 januari 2014 när han deltog i sprinttävlingen i Oberhof där han slutade på 89:e plats. Han tog sina första världscuppoäng under säsongen 2014/2015 när han slutade på 21:a plats i distansloppet i Oslo den 12 februari 2015.
I herrarnas stafett vid OS i Pyeongchang den 23 februari 2018 tog Femling tillsammans med Jesper Nelin, Sebastian Samuelsson och Fredrik Lindström guld. Femling åkte den första sträckan för det svenska laget.
Femling tog sin första pallplats och seger i världscupen när han tillsammans med Martin Ponsiluoma, Torstein Stenersen och Sebastian Samuelsson vann herrarnas stafett i Hochfilzen den 16 december 2018. Hans bästa individuella placering i världscupen är en 9:e-plats på distansloppet i Canmore den 7 februari 2019.
Femling har även deltagit vid sju världsmästerskap med en 15:e plats i distansen på VM i Pokljuka 2021 som bästa individuella resultat.
Vid världsmästerskapen i rullskidskytte 2022 i tyska Rupholding tog Peppe silver i sprinten  , samt brons i supersprinten. 
Efter herrarnas jaktstart i Canmore 2024 berättade Femling att han avslutar karriären.

## Resultat

### Världscupen

#### Pallplatser i lag
I lag har Femling sex pallplatser i världscupen: två segrar, tre andraplatser och en tredjeplats. Samt två VM- medaljer i stafett, silver från Pokljuka 2021 och brons från Oberhof 2023.
| Säsong  | Datum            | Plats                | Disciplin | Placering | Lagkamrat(er)                       |
| ------- | ---------------- | -------------------- | --------- | --------- | ----------------------------------- |
| 2018/19 | 16 december 2018 | Hochfilzen           | Stafett   | 1:a       | Ponsiluoma / Stenersen / Samuelsson |
| 2019/20 | 7 mars 2020      | Nové Město na Moravě | Stafett   | 3:a       | Samuelsson / Nelin / Ponsiluoma     |
| 2020/21 | 6 december 2020  | Kontiolax            | Stafett   | 2:a       | Nelin / Ponsiluoma / Samuelsson     |
| 2020/21 | 13 december 2020 | Hochfilzen           | Stafett   | 1:a       | Nelin / Ponsiluoma / Samuelsson     |
| 2020/21 | 20 februari 2021 | Pokljuka (VM)        | Stafett   | 2:a       | Nelin / Ponsiluoma / Samuelsson     |
| 2021/22 | 4 mars 2022      | Kontiolax            | Stafett   | 2:a       | Nelin / Ponsiluoma / Samuelsson     |
| 2022/23 | 10 december 2022 | Hochfilzen           | Stafett   | 2:a       | Nelin / Ponsiluoma / Samuelsson     |
| 2022/23 | 18 februari 2023 | Oberhof (VM)         | Stafett   | 3:a       | Ponsiluoma / Nelin / Samuelsson     |

#### Ställning i världscupen
| Säsong  | Totalt | Totalt | Distans | Distans | Sprint | Sprint | Jaktstart | Jaktstart | Masstart | Masstart |
| Säsong  | Poäng  | Plac.  | Poäng   | Plac.   | Poäng  | Plac.  | Poäng     | Plac.     | Poäng    | Plac.    |
| ------- | ------ | ------ | ------- | ------- | ------ | ------ | --------- | --------- | -------- | -------- |
| 2013/14 | 0      | –      | –       | –       | 0      | –      | –         | –         | –        | –        |
| 2014/15 | 20     | 75:e   | 20      | 42:a    | 0      | –      | 0         | –         | –        | –        |
| 2015/16 | 4      | 102:a  | 4       | 62:a    | 0      | –      | –         | –         | –        | –        |
| 2016/17 | 14     | 83:e   | 14      | 48:e    | 0      | –      | 0         | –         | –        | –        |
| 2017/18 | 0      | –      | 0       | –       | 0      | –      | 0         | –         | –        | –        |
| 2018/19 | 33     | 67:e   | 32      | 33:e    | 0      | –      | 1         | 81:a      | –        | –        |
| 2019/20 | 109    | 46:e   | 24      | 36:e    | 36     | 53:e   | 31        | 38:e      | 18       | 42:a     |
| 2020/21 | 148    | 38:e   | 26      | 39:e    | 72     | 34:e   | 36        | 42:a      | 14       | 43:e     |
| 2021/22 | 105    | 47:e   | 0       | –       | 44     | 51:a   | 61        | 37:e      | –        | –        |
| 2022/23 | 80     | 45:a   | 20      | 38:a    | 21     | 53:a   | 39        | 43:a      | –        | –        |
| 2023/24 | 7      | 81:a   | –       | –       | –      | –      | 7         | 67:a      | –        | –        |

Nytt poängsystem fr.o.m. säsongen 2022/2023.

### Olympiska spel
| Tävling          | Distans | Sprint | Jaktstart | Masstart | Stafett | Mixstafett |
| ---------------- | ------- | ------ | --------- | -------- | ------- | ---------- |
| Pyeongchang 2018 | –       | 32:a   | 42:a      | –        | Guld    | –          |
| Peking 2022      | 40:e    | 64:e   | –         | –        | 5:e     | –          |

### Världsmästerskap
| Tävling         | Distans | Sprint | Jaktstart | Masstart | Stafett | Mixstafett | Singelmix |
| --------------- | ------- | ------ | --------- | -------- | ------- | ---------- | --------- |
| Kontiolax 2015  | 62:a    | 78:e   | –         | –        | 18:e    | 16:e       | i.u.      |
| Oslo 2016       | 37:e    | –      | –         | –        | 7:e     | –          | i.u.      |
| Östersund 2019  | 67:e    | 86:e   | –         | –        | –       | –          | –         |
| Antholz 2020    | 17:e    | 20:e   | 16:e      | 22:a     | 10:e    | –          | –         |
| Pokljuka 2021   | 15:e    | 31:a   | 37:e      | 27:e     | Silver  | –          | –         |
| Oberhof 2023    | 79:e    | 27:e   | 25:e      | 30:e     | Brons   | –          | –         |
| Nove Mesto 2024 | 64:a    | –      | –         | –        | –       | –          | –         |